# Baptist Noel (4e comte de Gainsborough)
Baptist Noel, 4e comte de Gainsborough (1708 - 21 mars 1751) est un pair anglais et membre du Parlement, appelé vicomte de Campden jusqu'en 1714.

## Biographie
Il est le fils de Baptiste Noel (3e comte de Gainsborough) et hérite du comté en 1714. Il est haut commissaire de Chipping Campden et président et garde en chef de la forêt de Lyfield en 1737.
Son fils Baptist Noel, 5e comte de Gainsborough, lui succède, lui même remplacé par son frère Henry Noel (6e comte de Gainsborough).
Sa fille Jane, épousa Gerard-Anne Edwards, fils unique de Mary Edwards, dont un fils, Gerard Edwards-Noel, 2e baronnet.